# Calcanheira
 (décembre 2022).
Si vous disposez d'ouvrages ou d'articles de référence ou si vous connaissez des sites web de qualité traitant du thème abordé ici, merci de compléter l'article en donnant les références utiles à sa vérifiabilité et en les liant à la section « Notes et références ».
La calcanheira ("talon de chaussure", en portugais), également appelée chapa de costas (litt. "plaque de dos"), est un coup de pied direct de capoeira qui consiste à frapper ou pousser son adversaire avec la plante du pied en lui tournant le dos, les deux mains posées à plat au sol. Le pied d'appui est légèrement plié et doit être posé à plat au sol, et il faut garder l'œil sur l'adversaire en le regardant par entre les bras.

## Calcanheira de chão
La calcanheira de chão ("calcanheira de sol") est une variante qui consiste à frapper du talon en posant la pointe du pied au sol, dans le cas où l'adversaire pose la tête par terre.

## Calcanheira trançada
La calcanheira trançada ("calcanheira tressée") est une variante qui consiste à frapper ou pousser son adversaire avec la plante du pied à partir de la position de la meia-lua de compasso, en posant une ou deux mains à plat au sol.